# Wang Qiang (asesino en serie)
Wang Qiang (chino tradicional : 王強 ; pinyin : Wáng Qiáng ) (16 de enero de 1975 - 17 de noviembre de 2005) fue un asesino en serie de la ciudad de Budayuan, condado autónomo de Manchu de Kuandian , Liaoning , China  y uno de los asesinos y violadores más notorios en la historia de China activo desde 1995 hasta 2003.
Wang creció en el pequeño pueblo de Kaiyuan , ciudad de Liaoning . Su padre era violento, un adicto a la bebida y al juego, y le negó a Wang la oportunidad de asistir a la escuela.
Wang cometió su primer asesinato el 22 de enero de 1995. Fue arrestado el 14 de julio de 2003. Los registros oficiales muestran que fue condenado por 45 asesinatos y 10 violaciones. Algunas jóvenes fueron violadas post mortem. Después del interrogatorio, Wang Qiang confesó asesinato, violación, robo y otros hechos delictivos.
Wang fue condenado a muerte por los asesinatos y ejecutado el 17 de noviembre de 2005.